# Michail Ivanovič Abramov
Svatý Michail Ivanovič Abramov (1885, Rogovoje – 29. listopadu 1937, Kalininská oblast) byl ruský duchovní Ruské pravoslavné církve, protojerej a mučedník.

## Život
Narodil se 13. či 15. listopadu 1885 ve vesnici Rogovoje Rjazaňské gubernie.
Roku 1897 nastoupil na Skopinské duchovní učiliště, které dokončil roku 1901. Poté pokračoval ve studiu na Rjazaňském duchovním semináři. Roku 1907 se stal psalomščikem v chrámu Pokrova přesvaté Bohorodice v Pronsku a učitelem ve farní škole.
Roku 1908 byl převeden do Vveděnského chrámu ve vesnici Čulkovo, kde byl 3. srpna rukopoložen na jereje.
Roku 1912 se stal duchovním v chrámu svaté Mikuláše ve vesnici Mostě, kde také vyučoval na škole. V březnu 1913 mu bylo uděleno právo nosit nabedrennik.
Od února 1914 působil ve vesnici Bogoslovo.
Po revoluci byla většina duchovních, věřících i otec Michail vystaveni pronásledování a represím.
Roku 1928 byl zatčen a odsouzen na jeden rok. Trest vykonával v Tulské věznici.
Dne 28. prosince 1930 se stal duchovnim chrámu Chvály přesvaté Bohorodice ve vesnici Godorišče (dnes součást města Dubna).
Roku 1934 byl znovu zatčen a obviněn z kontrarevoluční činnosti a protisovětské agitace. Odpuštění byl na tři roky vyhnanství. Začátkem roku 1937 se vrátil na své předchozí místo v Godorišči.
Dne 13. listopadu 1937 došlo ke třetímu zatčení. Dne 27. listopadu byl obviněn z protisovětské agitace a Trojkou NKVD Kalininské oblasti odsouzen k trestu smrti. Rozsudek byl vykonán 29. listopadu ve věznici NKVD Kalininské oblasti. Pohřben byl na neznámém místě.
Dne 26. března 1989 byl Prokuraturou Tverské oblasti rehabilitován za rok 1937.

## Kanonizace
Dne 20. srpna 2000 ho Ruská pravoslavná církev svatořečila jako mučedníka a byl zařazen mezi Sbor všech novomučedníků a vyznavačů ruských.
Jeho svátek je připomínán 29. listopadu (16. listopadu – juliánský kalendář).